# 由井伸彦
由井 伸彦（ゆい のぶひこ、1958年 - ）は、日本の大学教授、研究者。東京医科歯科大学生体材料工学研究所教授。日本バイオマテリアル学会会長。

## 人物
1981年、上智大学理工学部化学科卒業。1985年、上智大学大学院理工学研究科応用化学専攻博士課程修了（工学博士の学位を取得）。東京女子医科大学助手、トゥウェンテ大学博士研究員を経て、1993年より北陸先端科学技術大学院大学材料科学研究所にて助教授、教授を務め、2011年より現職。バイオマテリアル機能設計領域の先端的研究者で、新しい医療機能ナノ材料を創生して人工臓器、薬剤、組織再生器材等医療デバイスへの展開で成果を挙げ続けている。

## 経歴
- 1981年 上智大学理工学部化学科卒業
- 1985年 上智大学大学院理工学研究科応用化学専攻博士課程修了
- 1988年 トゥウェンテ大学博士研究員
- 1993年 北陸先端科学技術大学院大学材料科学研究科助教授
- 1998年 北陸先端科学技術大学院大学材料科学研究科教授
- 2011年 東京医科歯科大学生体材料工学研究所教授
- 2016年 東京医科歯科大学生体材料工学研究所医療基盤材料研究部門有機生体材料学教授

## 受賞
- 1997年 1996年度大学院研究指導優秀賞
- 1997年 1997年度日本人工臓器学会論文賞
- 2005年 日本バイオマテリアル学会賞
- 2008年 FBSE Award
- 2011年 北陸先端科学技術大学院大学名誉教授称号